# アルバート通り

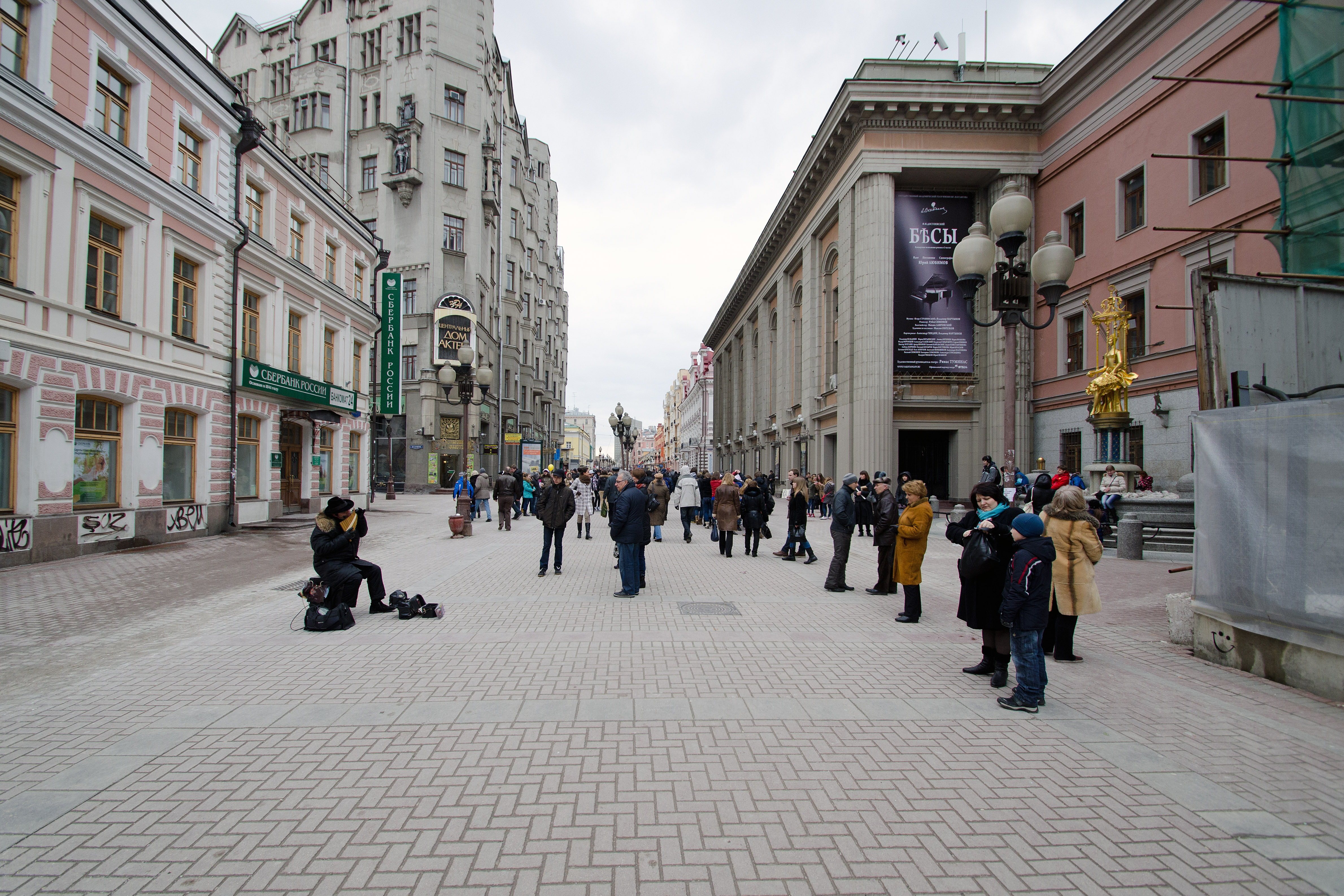
アルバート通り　2012年

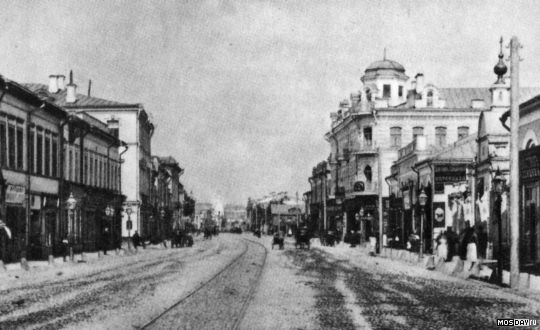
1882年のアルバート通り

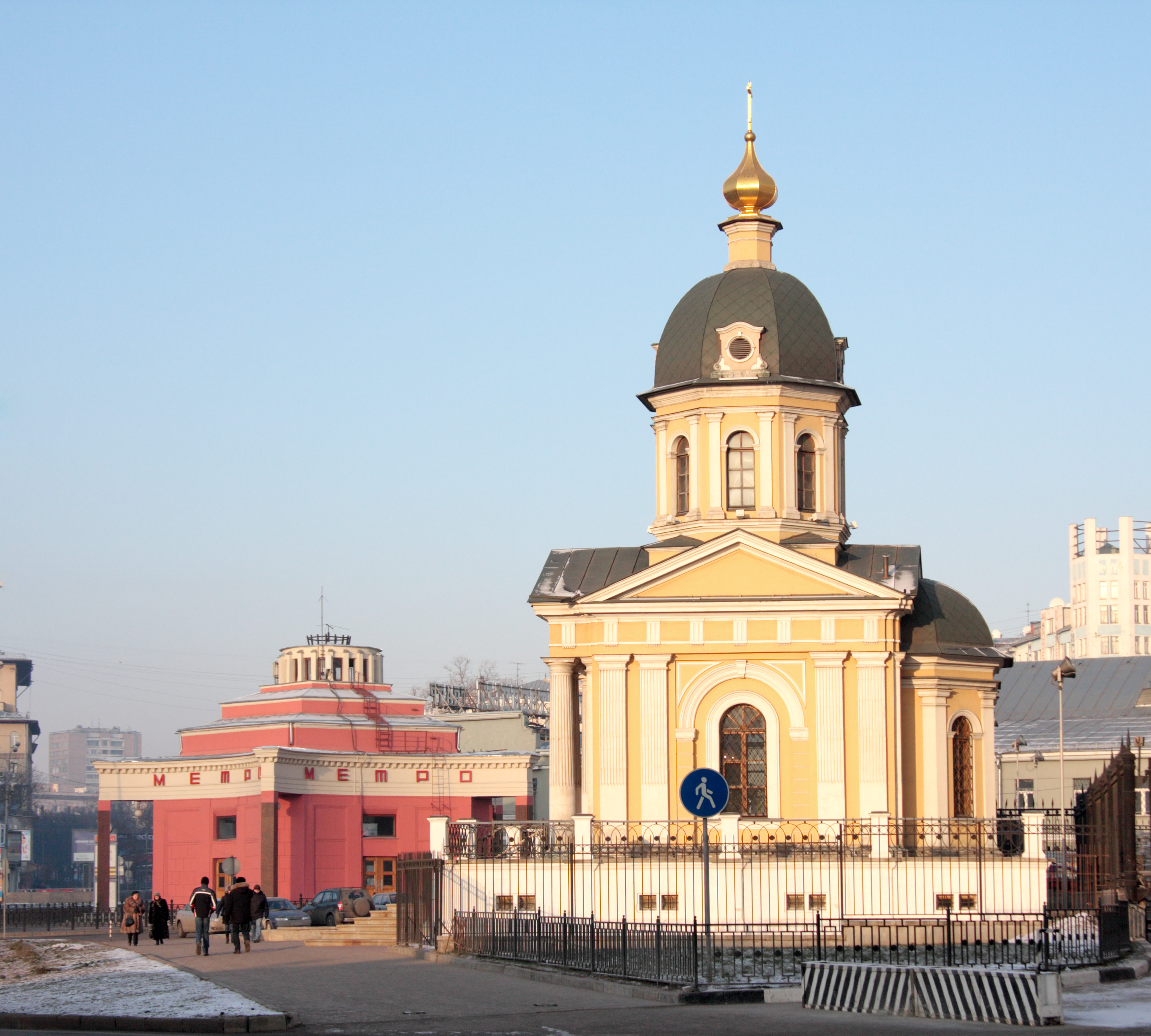
アルバート広場のボリスとグレブ小聖堂（右）とアルバーツカヤ地下鉄駅（左）

アルバート通り（アルバート通り、ロシア語: Улица Арбат）はロシア・モスクワ中央区のアルバート広場（ブリヴァールノエ環状道路）から南西へ1.2km、スモレンスカヤ広場（サドーヴォエ環状道路）までの繁華街で、歩行者天国になっている。

## 概要
アルバート通りは少なくとも15世紀からあった記録があり、モスクワでも最も古い通りのひとつで、交易路であったため、多くの商売人が居住していた。
18世紀になると貴族たちが好んで邸宅を構える通りになった。1812年にはナポレオンのモスクワ侵攻（祖国戦争）の際の火災により街は灰燼に帰したが、その後すぐに復興された。19世紀末から20世紀初頭にかけてはプチ・ブルジョワ、芸術家、学者がよく出入りするところとなった。ソビエト時代には、高級官僚が住んでいた。
1957年から1963年にかけては、アルバート通りのすぐ北に「ノーヴイ・アルバート通り」が建設された。1980年代には、ソビエト連邦で初めての歩行者天国となった。ペレストロイカの時には若者たちが好んで集まる場所となり、ハードロックカフェなどもできた。
「アルバート」の名称のいわれは諸説あり、はっきりと分かっていない。

## 地下鉄駅
地下鉄駅としては、フィリョーフスカヤ線およびアルバーツコ＝ポクローフスカヤ線のアルバーツカヤ駅、スモレンスカヤ駅がある。

## 参照項目
- トゥヴェルスカヤ通り
- レーニンスキー大通り (モスクワ)
- モスクワの道路